# Strada statale 565 di Castellamonte
La strada statale 565 di Castellamonte (SS 565), detta anche Pedemontana, già strada provinciale 565 di Castellamonte (SP 565), è una strada statale italiana.

## Percorso

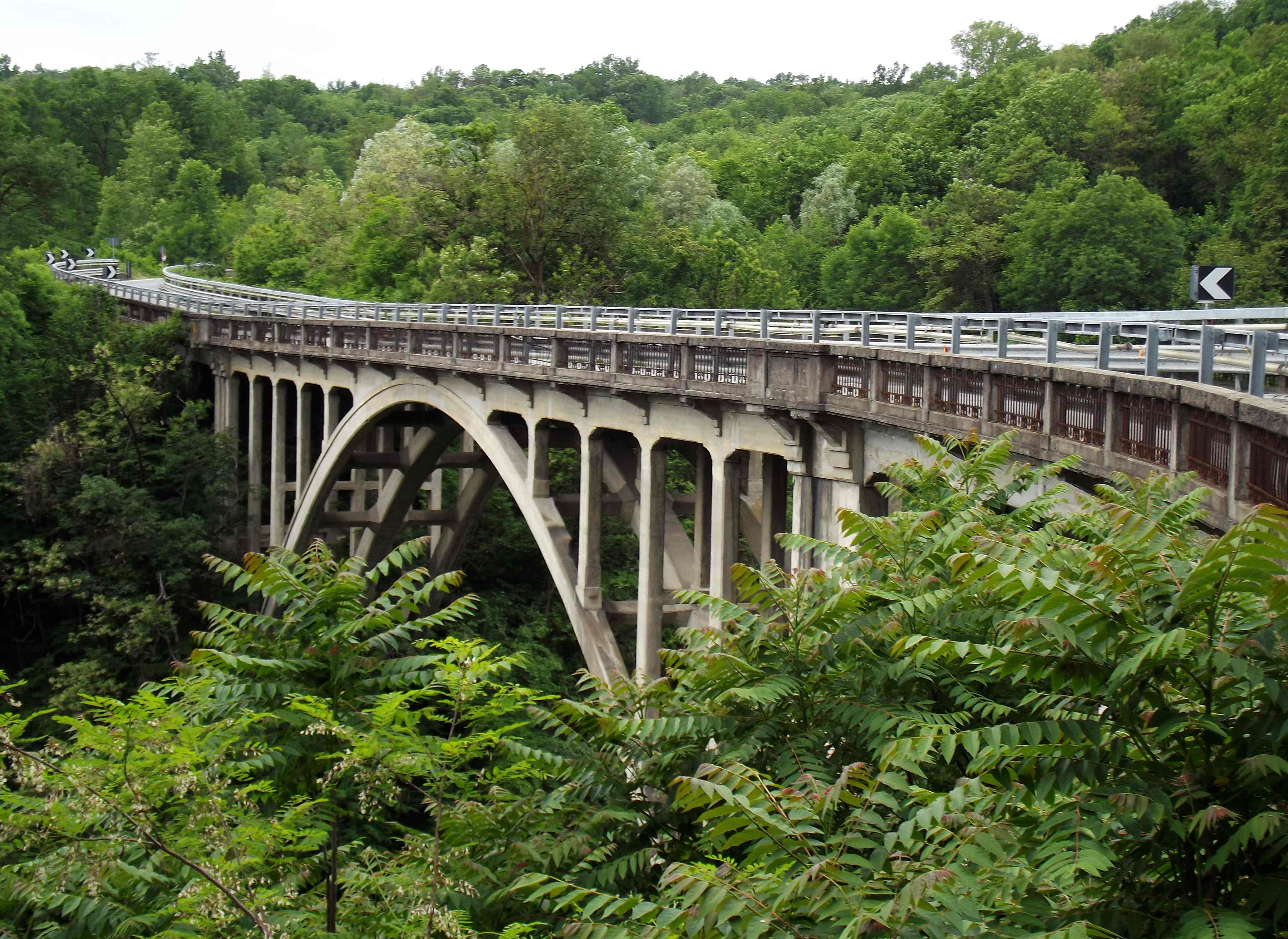
Il ponte sul Chiusella

Ha inizio a Ivrea, dalla strada statale 26 della Valle d'Aosta, ed ha un tracciato pianeggiante ed agevole. Non sono molti i centri abitati principali, perché molti vengono perlopiù sfiorati o evitati grazie a circonvallazioni: Quagliuzzo, Strambinello, Torre Canavese e Castellamonte, che la strada tocca appena a sud del suo territorio comunale. Degno di nota è un alto ponte in cemento sul torrente Chiusella, al confine tra i territori comunali di Strambinello e Baldissero Canavese. Arriva quindi nel comune di Salassa, dove si immette sulla strada statale 460 di Ceresole.
In seguito al decreto legislativo n. 112 del 1998, dal 2001, la gestione è passata dall'ANAS alla Regione Piemonte che ha provveduto all'immediato trasferimento dell'infrastruttura alla Provincia di Torino.
Dall'11 maggio 2021 l'intera tratta è tornata sotto la gestione ANAS a seguito del piano di rientro strade.

## Tabella percorso della Strada Statale 565 di Castellamonte
| Strada Statale 565 di Castellamonte |                                               |      |      |           |          |
| Tipo                                | Indicazione                                   | ↓km↓ | ↑km↑ | Provincia | Regione  |
|                                     | Banchette                                     | 0,0  | 18,0 | Torino    | Piemonte |
|                                     | SP77 di Pavone                                | 0,0  | 18,0 | Torino    | Piemonte |
|                                     | Pavone Canavese                               | 0,0  | 18,0 | Torino    | Piemonte |
|                                     | Samone                                        | 0,9  | 17,1 | Torino    | Piemonte |
|                                     | SP222 di Castellamonte                        | 1,5  | 16,5 | Torino    | Piemonte |
|                                     | Ivrea                                         | 1,5  | 16,5 | Torino    | Piemonte |
|                                     | Pavone Canavese                               | 2,6  | 15,4 | Torino    | Piemonte |
|                                     | Colleretto Giacosa                            | 2,9  | 15,1 | Torino    | Piemonte |
|                                     | SP63 di Colleretto Giacosa                    | 5,3  | 12,7 | Torino    | Piemonte |
|                                     | Parella                                       | 5,4  | 12,6 | Torino    | Piemonte |
|                                     | Galleria Parella                              | 6,2  | 11,8 | Torino    | Piemonte |
| 6,3                                 | Galleria Parella                              | 11,7 |      | Torino    | Piemonte |
|                                     | Quagliuzzo                                    | 6,5  | 11,5 | Torino    | Piemonte |
|                                     | Galleria Quagliuzzo I                         | 7,0  | 11,0 | Torino    | Piemonte |
| 7,2                                 | Galleria Quagliuzzo I                         | 10,8 |      | Torino    | Piemonte |
|                                     | Galleria Quagliuzzo II                        | 7,3  | 10,7 | Torino    | Piemonte |
| 7,4                                 | Galleria Quagliuzzo II                        | 10,6 |      | Torino    | Piemonte |
|                                     | Strambinello                                  | 7,5  | 10,5 | Torino    | Piemonte |
|                                     | SP222 di Castellamonte                        | 8,3  | 9,7  | Torino    | Piemonte |
|                                     | Viadotto Ponte Preti                          | 9,3  | 8,7  | Torino    | Piemonte |
| Torrente Chiusella                  | 9,5                                           | 8,5  |      | Torino    | Piemonte |
|                                     | Baldissero Canavese                           | 9,6  | 8,4  | Torino    | Piemonte |
|                                     | SP222 di Castellamonte                        | 10,0 | 8,0  | Torino    | Piemonte |
|                                     | Galleria Quagliuzzo I                         | 10,4 | 7,6  | Torino    | Piemonte |
| 10,8                                | Galleria Quagliuzzo I                         | 7,2  |      | Torino    | Piemonte |
|                                     | Torre Canavese                                | 10,8 | 7,2  | Torino    | Piemonte |
|                                     | SP41 di Agliè                                 | 11,6 | 6,4  | Torino    | Piemonte |
|                                     | Torre                                         | 11,6 | 6,4  | Torino    | Piemonte |
|                                     | SP57 di Torre Canavese                        | 12,2 | 5,8  | Torino    | Piemonte |
|                                     | Bairo                                         | 12,8 | 5,2  | Torino    | Piemonte |
|                                     | Bairo/Agliè - SP222 dir 1 Bairo-Castellamonte | 13,3 | 4,7  | Torino    | Piemonte |
|                                     | Castellamonte                                 | 14,4 | 3,6  | Torino    | Piemonte |
|                                     | SP222 di Castellamonte                        | 15,6 | 2,4  | Torino    | Piemonte |
|                                     | Salassa                                       | 17,1 | 0,9  | Torino    | Piemonte |
|                                     | SS460 di Ceresole                             | 18,0 | 0,0  | Torino    | Piemonte |